# Dive (Usher)
Dive è un singolo del cantante statunitense Usher, pubblicato il 28 agosto 2012 come quinto estratto dal settimo album in studio Looking 4 Myself.

## Tracce
Download digitale
1. Dive – 3:47